# Inundație
Inundația este fenomenul de acoperire a terenului cu un strat de apă în stagnare sau mișcare, care prin mărimea și durata sa provoacă victime umane și distrugeri materiale ce dereglează buna deșfășurare a activităților social-economice din zona afectată..

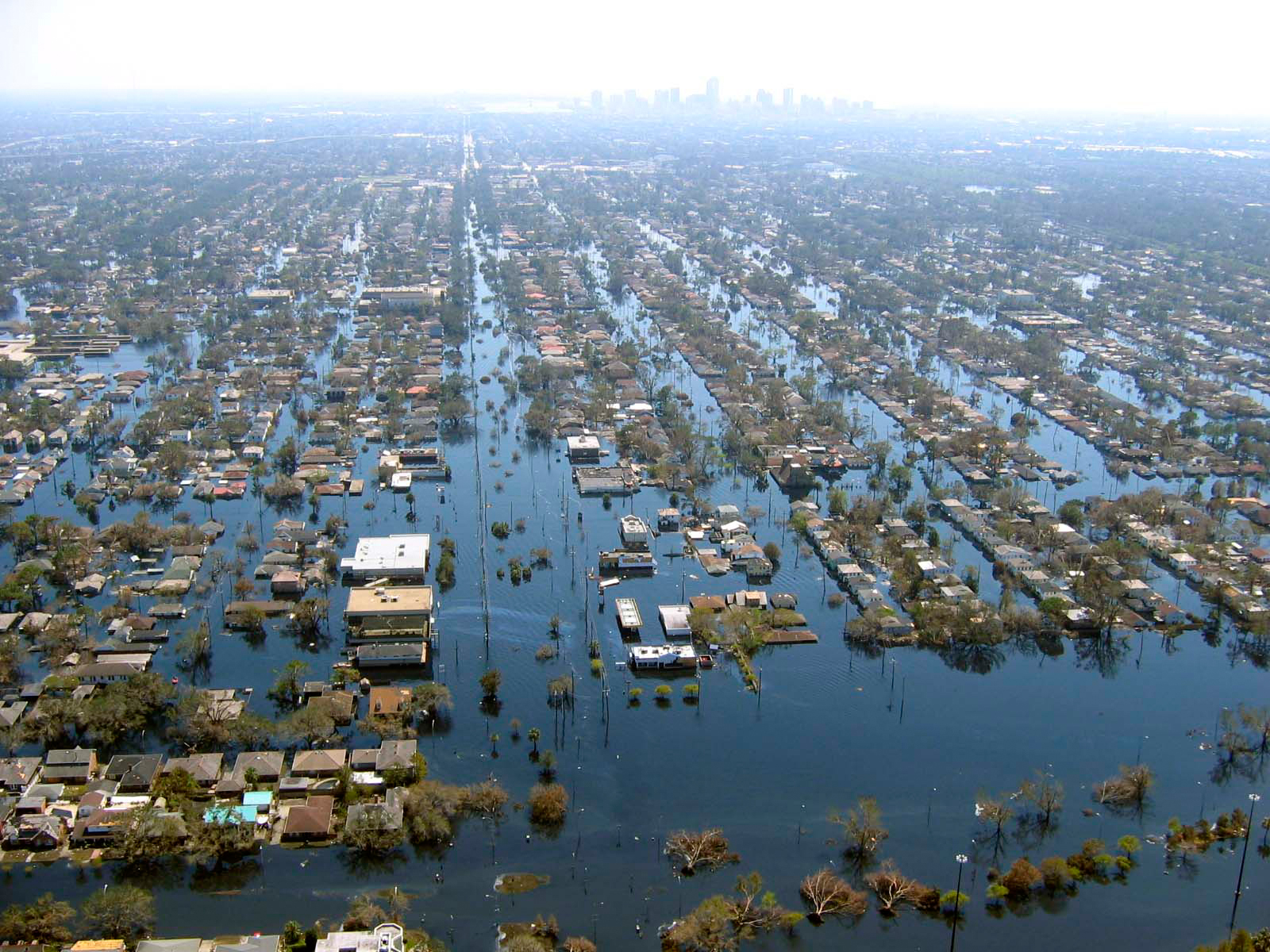
Vedere a New Orleansului inundat după Uraganul Katrina

Inundațiile pot deteriora proprietățile și pot avea impact asupra populației. Acestea includ pe termen scurt o răspândire crescută a bolilor transmise prin apă și a bolilor transmise de țânțari. Inundațiile pot duce, de asemenea, la strămutarea pe termen lung a locuitorilor. Inundațiile sunt un domeniu de studiu al hidrologiei și ingineriei hidraulice .

## Cauze
Cauza inundațiilor este revărsarea peste maluri a apelor curgătoare sau a lacurilor.
Inundațiile pot avea loc în timpul viiturilor, în urma ploilor torențiale, topirii bruște a zăpezilor etc. Uneori, inundațiile au loc la gura râurilor de câmpie, în urma acțiunii vânturilor care bat dinspre mare, a cutremurelor de pământ submarine etc.
Pentru prevenirea inundațiilor se construiesc diguri, baraje ș.a. Inundațiile (numite irigații) pot fi provocate și în mod voit pentru a iriga terenurile agricole. Tot intenționat se provoacă inundații în amonte de baraje, pentru a construi lacuri de acumulare.

## Tipuri

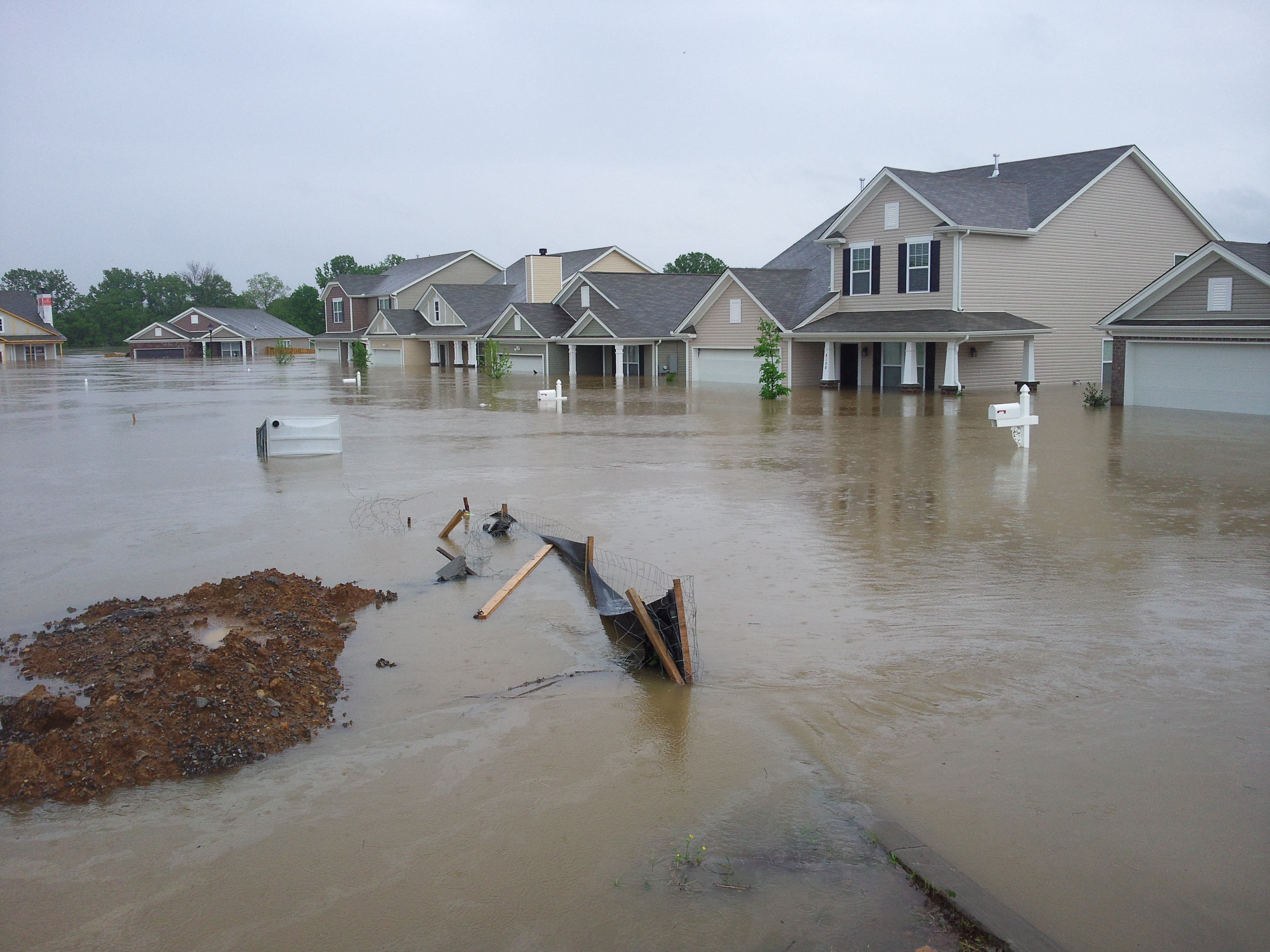
Inundație în orașul Nashville

### Inundații de suprafață
Inundațiile pot avea loc în zonele plate sau joase atunci când apa este furnizată de precipitații sau de topirea zăpezii mai rapid decât se poate infiltra sau curge. Excesul se acumulează pe loc, uneori până la adâncimi periculoase. Solul de suprafață poate deveni saturat, ceea ce oprește efectiv infiltrarea, acolo unde pânza freatică este puțin adâncă, cum ar fi o câmpie inundabilă, sau din cauza ploii intense de la una sau o serie de furtuni.
De asemenea, infiltrarea este lentă până la neglijabilă prin pământ înghețat, rocă, beton , pavaj sau acoperișuri.
Bazinele endoreice pot suferi inundații suprafețe în perioadele în care precipitațiile depășesc evaporarea. 

### Inundația râului
Inundațiile au loc în toate tipurile de râuri și canale de râu, de la cele mai mici râuri efemere din zonele umede până la canalele în mod normal uscate în climă aridă până la cele mai mari râuri din lume. Când curgerea pe uscat are loc pe câmpurile arătate, poate duce la o inundație noroioasă.

### Inundațiile urbane
Inundațiile urbane sunt inundațiile de terenuri sau proprietăți din orașe sau alte medii construite, cauzate de precipitații sau de valuri de furtună  care în cantități mari nu fac față canalizării stradale. Inundațiile urbane pot apărea indiferent dacă comunitățile afectate sunt situate sau nu în zonele inundabile desemnate sau în apropierea oricărui curs de apă .

## Factori

### Factori de creștere
Cantitatea, locația și momentul în care apa ajunge la un canal de drenaj din precipitațiile naturale și în rezervoarele controlate sau necontrolate determină debitul în locațiile din aval. Unele precipitații se evaporă, unele se percolează lent prin pământ, unele pot fi izolate temporar ca zăpadă sau gheață, iar unele pot produce scurgerea rapidă de pe suprafețe, inclusiv rocă, trotuar, acoperiș și pământ saturat sau înghețat. Fracția de precipitații incidente care ajung imediat la un canal de drenaj a fost observată de la zero la ploaia ușoară pe un teren uscat, la nivel de până la 170 de procente pentru ploaia caldă pe zăpadă acumulată.
Majoritatea înregistrărilor de precipitații se bazează pe o adâncime măsurată a apei primite într-un interval de timp fix. Frecvența unui prag de precipitații de interes poate fi determinată de numărul de măsurători care depășesc această valoare prag în intervalul total de timp pentru care sunt disponibile observații. Punctele individuale de date sunt convertite în intensitate prin împărțirea fiecărei adâncimi măsurate la perioada de timp dintre observații. Această intensitate va fi mai mică decât intensitatea reală a vârfului dacă durata evenimentului de precipitații este mai mică decât intervalul de timp fix pentru care sunt raportate măsurătorile. Condițiile de precipitare convectivă (furtuni) au tendința de a produce evenimente de furtună cu durată mai scurtă decât precipitațiile orografice. Durata, intensitatea și frecvența evenimentelor de precipitații sunt importante pentru predicția inundațiilor. Scurtele precipitații sunt mai importante pentru inundații în bazinele mici de drenaj. 
Cel mai important factor de creștere în determinarea magnitudinii inundațiilor este zona de teren a bazinului hidrografic în amonte de zona de interes. Valoarea precipitațiilor este al doilea factor cel mai important pentru bazinele hidrografice mai mici de aproximativ 30 de kilometri pătrați sau 80 de kilometri pătrați. Panta principală a canalului este al doilea factor cel mai important pentru bazinele hidrografice mai mari. Înclinarea canalului și intensitatea precipitațiilor devin al treilea factor cel mai important pentru bazinele hidrografice mici și mari. 
Timpul de concentrare este timpul necesar pentru scurgerea de la cel mai îndepărtat punct din zona de drenare din amonte pentru a ajunge în punctul canalului de drenaj care controlează inundarea zonei de interes. Timpul de concentrare definește durata critică a precipitațiilor de vârf pentru zona de interes.  Durata critică a precipitațiilor intense ar putea fi doar câteva minute pentru structurile de drenare a acoperișului și a parcului, în timp ce precipitațiile cumulate de-a lungul mai multor zile ar fi critice pentru bazinele hidrografice.

### Factori descendenți
Curgerea apei care se scurge în cele din urmă se întâlnește cu condițiile din aval care încetinesc mișcarea. Limitarea finală este adesea oceanul sau un lac natural sau artificial. Modificările de înălțime, cum ar fi fluctuațiile de maree, sunt factori determinanți importanți pentru inundațiile de coastă și estuarină. Evenimentele mai puțin previzibile, cum ar fi tsunami-ul și supratensiunile de furtună, pot provoca, de asemenea, schimbări de înălțime în corpurile mari de apă. Ridicarea apei curgătoare este controlată de geometria canalului de curgere. Condițiile de canal de scurgere, cum ar fi podurile și caniunile, tind să controleze creșterea de apă peste limita. Punctul de control efectiv pentru o anumită acoperire a drenajului se poate schimba odată cu schimbarea înălțimii apei, astfel încât un punct de apropiere să poată controla nivelurile scăzute ale apei până când un punct mai îndepărtat controlează la niveluri mai ridicate ale apei.
Geometria eficientă a canalului de inundații poate fi modificată prin creșterea vegetației, acumularea de gheață sau resturi sau prin construirea de poduri, clădiri sau diguri în canalul de inundații.

### Coincidență
Evenimentele extreme de inundații rezultă adesea din coincidență, cum ar fi precipitații neobișnuit de intense, calde, care topesc pachetul de zăpadă grele, produc obstrucții de canal de pe gheața plutitoare și eliberează mici îngrădiri precum barajele de bere. Evenimentele coincidente pot provoca inundații extinse mai frecvente decât cele anticipate de la modelele de predicție simplistă, având în vedere doar scurgerile de precipitații care curg în canalele de drenaj fără obstacole. Modificarea modificărilor geometriei canalului este obișnuită atunci când fluxurile grele deplasează vegetația lemnoasă dezrădăcinată și structurile și vehiculele avariate de inundații, inclusiv bărcile și echipamentele feroviare. Măsurătorile recente efectuate pe teren în timpul inundațiilor din Queensland din 2010-2011 au arătat că orice criteriu bazat exclusiv pe viteza de curgere, adâncimea apei sau impulsul specific nu poate explica pericolele cauzate de fluctuațiile vitezei și adâncimii apei. Aceste considerente ignoră în continuare riscurile asociate cu molozurile mari antrenate de mișcarea de curgere.
Unii cercetători au menționat efectul de stocare în zonele urbane cu coridoare de transport create prin tăiere și umplere. Umpluturile pline de umplutură pot fi transformate în rezervoare dacă straturile sunt blocate de resturi și fluxul poate fi deviat de-a lungul străzilor. Mai multe studii au analizat modelele de flux și redistribuirea pe străzi în timpul evenimentelor de furtună și implicațiile asupra modelării inundațiilor.

## Protecție împotriva inundațiilor și a pericolelor asociate

### Combaterea inundațiilor
Articol principal :  Combaterea inundațiilor
În multe țări din întreaga lume, căile navigabile predispuse la inundație sunt adesea gestionate cu atenție. Pentru apărarea împotriva inundațiilor se fac, bazine de detenție, diguri, rezervoare și baraje care sunt folosite pentru a preveni revărsarea malurilor căilor navigabile. 
Atunci când aceste masuri de apărare la inundații eșuează, se iau măsurile de urgență, cum ar fi punerea de saci de nisip sau tuburi gonflabile portabile constituind un dig de protecție, care folosite pot să stopeze inundațiile, etc.
În zonele predispuse la inundații urbane, o soluție este repararea și extinderea sistemelor de canalizare create de om și a infrastructurii de ape pluviale. O altă strategie este reducerea suprafețelor impermeabile din străzi, parcări și clădiri prin canale de drenaj natural, pavaj poros și zone umede (cunoscute în mod colectiv ca infrastructură verde sau sisteme urbane durabile de drenaj (SUDS)). Zonele identificate ca fiind predispuse la inundații pot fi transformate în parcuri și locuri de joacă care pot tolera inundațiile ocazionale.
Proprietarii de proprietăți pot, de asemenea, să investească în soluții, cum ar fi re-amenajarea proprietății pentru a elimina fluxul de apă din clădirea lor și instalarea de butoaie de ploaie, pompe de bazin.

### Managementul riscului de inundații

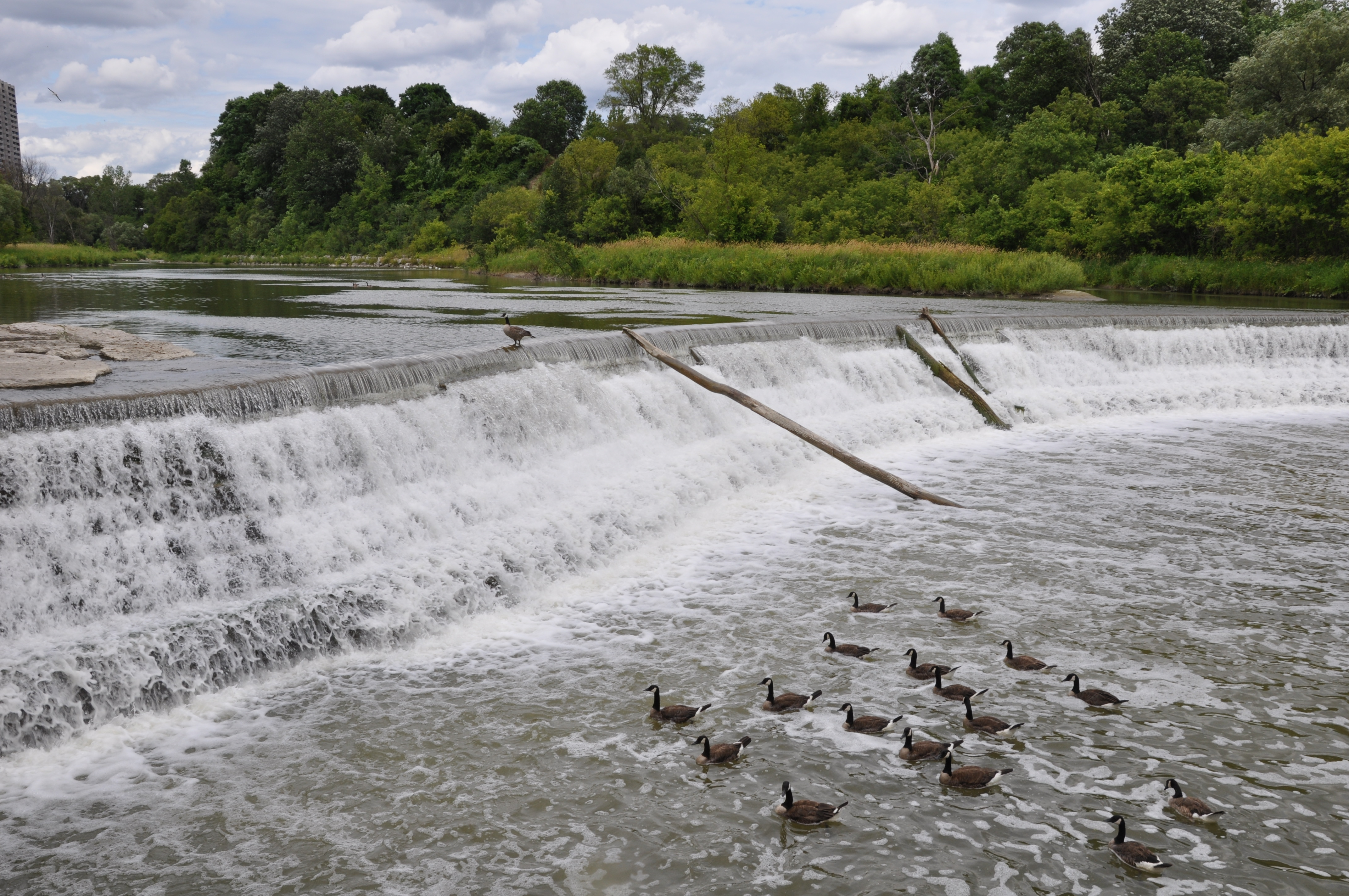
A fost construit un baraj pe râul Humber (Ontario) pentru a preveni reapariția unei inundații catastrofale.

Această secțiune este un extras din  Combaterea inundațiilor
Metodele de control al inundațiilor (sau de atenuare, protecție sau atenuare a inundațiilor) sunt utilizate pentru a reduce sau a preveni efectele dăunătoare ale apelor de inundații. Inundațiile pot fi cauzate de un amestec de procese naturale, cum ar fi vremea extremă în amonte și schimbările umane ale corpurilor de apă și scurgerii. Metodele de combatere a inundațiilor pot fi fie de tip structural sau nestructural . Metodele structurale rețin fizic apele de inundații, în timp ce metodele nestructurale nu. 
Construirea unei infrastructuri dure pentru a preveni inundațiile, cum ar fi pereții de inundații, este eficientă în gestionarea inundațiilor. Cu toate acestea, cea mai bună practică în ingineria peisajului este să se bazeze din ce în ce mai mult pe infrastructura soft și sisteme naturale, cum ar fi mlaștinile și câmpiile inundabile, pentru a gestiona creșterea apei.

## Previziunile inundațiilor

### Prognoze și avertismente de inundații
Anticiparea inundațiilor se dau înainte ca acestea să apară și permite luarea de măsuri de precauție și avertizare a oamenilor, astfel încât aceștia să poată fi pregătiți din timp pentru condițiile de inundație. De exemplu, fermierii pot elimina animalele din zonele joase, iar serviciile de utilități pot pune în aplicare dispoziții de urgență pentru a redirecționa serviciile, dacă este necesar. Serviciile de urgență pot, de asemenea, să ia măsuri pentru a avea suficiente resurse disponibile în avans pentru a răspunde la urgențe pe măsură ce apar. Oamenii se pot evacua din zonele care se presupune că vor fi inundate.